# 正修科技大学
正修科技大学（せいしゅうかぎだいがく、Cheng Shiu University of Science and Technology）は、台湾高雄市鳥松区にある科技大学である。
鳥松キャンパスがある。

## 歴史
- 1965年「正修工業専科学校」として開校
- 1979年「正修工商専科学校」と改称
- 1987年附属進修専科学校を併設
- 1988年「正修技術学院」と改称
- 1992年「正修科技大学」と改称

## 交通アクセス
- 高雄市バス
  - 60系統
  - 紅30系統(建工幹線）